# 17 decembrie
ianuarie • februarie • martie  • aprilie  • mai  • iunie  • iulie  • august  • septembrie  • octombrie  • noiembrie  • decembrie
17 decembrie este a 351-a zi a calendarului gregorian și a 352-a zi în anii bisecți. Mai sunt 14 zile până la sfârșitul anului.

## Evenimente

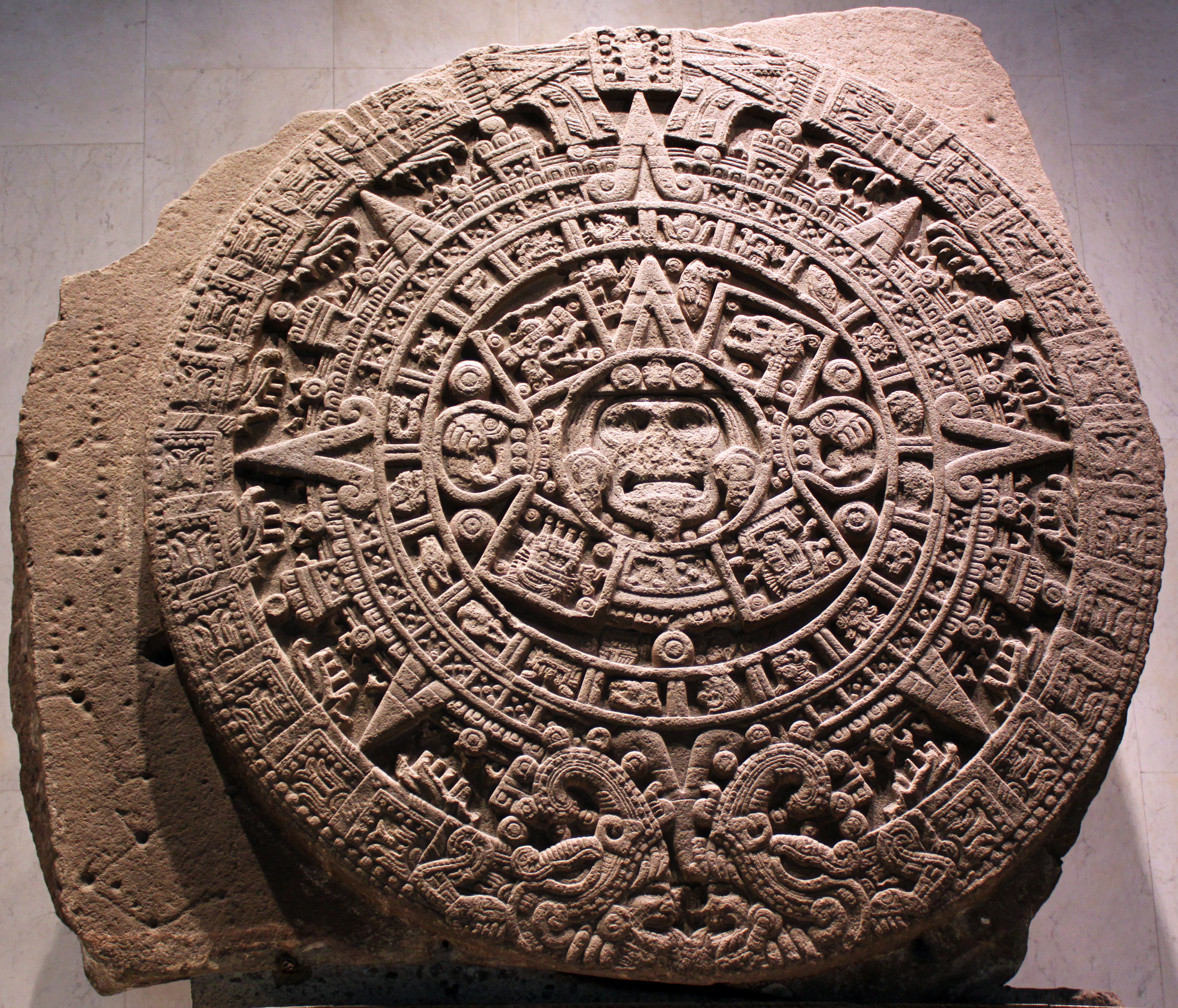
1790: În timpul unor reparații la Catedrala din Mexico City se descoperă "Piatra Soarelui" inscripționată cu calendarul aztec. Piatra are 3,58 metri în diametru, 0,9 metri grosime și o greutate de 24 de tone.

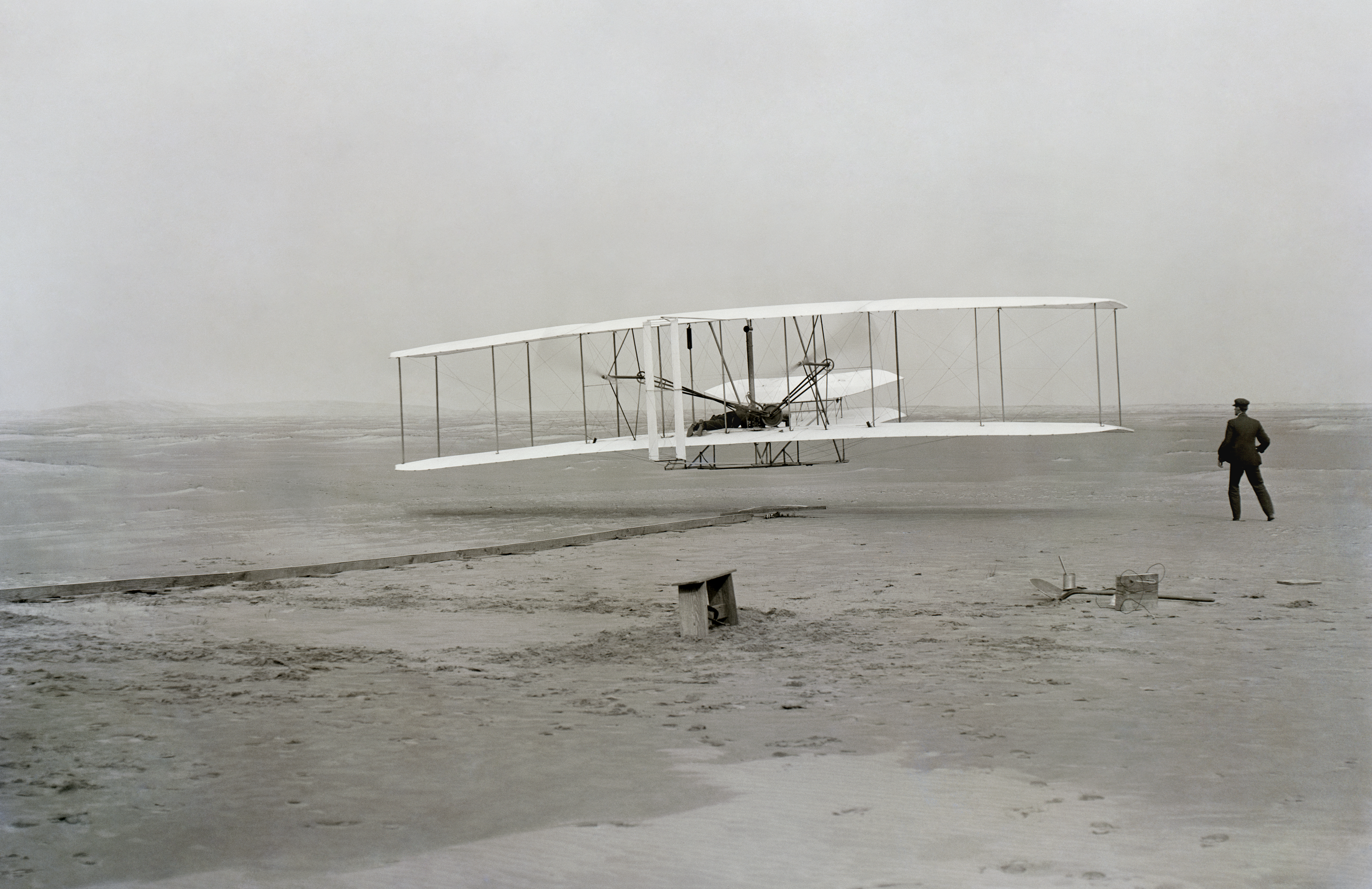
1903: În Carolina de Nord are loc primul zbor cu un aparat mai greu decât aerul, realizat după planurile fraților Orville și Wilbur Wright. Durata zborului a fost de 12 secunde, timp în care a parcurs 37 de metri, la o înălțime de circa 10 metri.

- 497 î.Hr.: Primul festival Saturnalia a fost sărbătorit în Roma antică.
- 1538: Papa Paul al III-lea îl excomunică pe regele Henric al VIII-lea al Angliei.
- 1586: Go-Yōzei devine împărat al Japoniei.
- 1600: Căsătoria dintre Henric al IV-lea al Franței și Maria de Medici.
- 1777: Revoluția americană: Franța recunoaște în mod oficial Statele Unite.
- 1790: În timpul unor reparații la Catedrala din Mexico City se descoperă "Piatra Soarelui" inscripționată cu calendarul aztec.  Piatra are 3,58 metri în diametru, 0,9 metri grosime și o greutate de 24 de tone.
- 1851: Înființarea Conservatorului de muzică din București (reînființat în 1864), din inițiativa lui Andrei Wachmann și a lui Ludovic Wiest.
- 1863: Domnitorul Alexandru Ioan Cuza promulgă legea secularizării averilor mănăstirești. În urma aplicării ei 25% din suprafața agricolă a țării a intrat în patrimoniul statului.
- 1890: La București este înființată Liga pentru Unitatea Culturală a tuturor Românilor, cu scopul întăririi unității românilor din Regatul României și din Transilvania.
- 1903: A avut loc în Kitty Hawk, statul american Carolina de Nord, primul zbor cu un aparat mai greu decât aerul, realizat după planurile fraților Orville și Wilbur Wright. Durata zborului a fost de 12 secunde, timp în care a parcurs 37 de metri, la o înălțime de circa 10 metri.
- 1909: Este adoptată de către Camera Deputaților "Legea privind sindicatele funcționarilor statului", care interzicea dreptul de asociere și de grevă tuturor salariaților statului, ai județelor și comunelor.
- 1938: Premiera piesei "Jocul de–a vacanța" de Mihail Sebastian, la Teatrul de Comedie din București, în regia lui Sică Alexandrescu; din distribuție au făcut parte V. Maximilian și George Vraca.
- 1942: Al Doilea Război Mondial: Guvernele britanic, american și sovietic au somat Germania să pună capăt măsurilor de exterminare a evreilor, sub amenințarea cu represalii; în acel moment, în urma aplicării „soluției finale” (adoptată la Conferința de la Wannsee din 20 ian. 1942), fuseseră ucise deja aproape două milioane de persoane .
- 1963: Guvernele român și francez ridică legațiile lor de la București și Paris la nivel de ambasadă.
- 1971: Marea Adunare Națională adoptă Legea nr. 24, a cetățeniei române, care prevedea pierderea cetățeniei române de către cei care pleacă din țară în mod clandestin sau fraudulos și de către cei care, aflându–se în străinătate, se fac vinovați de "fapte ostile".
- 1989: Revoluția Română la Timișoara. La ordinele lui Ceaușescu, se trage în manifestanți, din Piața Libertății până la Operă, în zona Podului Decebal, pe Calea Lipovei. Tab-urile blochează intrările în oraș, elicopterele efectuează zboruri de supraveghere.
- 1989: Dizolvarea oficială a poliției secrete est-germane (STASI).
- 1997: A început să emită postul privat de televiziune „Prima TV”.
- 2000: A avut loc reinaugurarea "Coloanei fără sfârșit", operă a sculptorului Constantin Brâncuși aflată din 16 septembrie 1996 în lucrări de restaurare.
- 2007: A început demolarea fostului Stadion Național. Noul stadion numit Arena Națională a fost inaugurat la 6 septembrie 2011.

## Nașteri
- 1619: Prințul Rupert al Rinului (d. 1682)
- 1706: Émilie du Châtelet, matematiciană și fiziciană franceză (d. 1749)
- 1707: Ernest Frederic al II-lea, Duce de Saxa-Hildburghausen (d. 1745)
- 1734: Maria I a Portugaliei (d. 1816)
- 1757: Prințesa Maria Ana de Savoia (d. 1824)
- 1778: Humphry Davy, chimist britanic (d. 1829)
- 1800: Bernhard al II-lea, Duce de Saxa-Meiningen (d. 1882)
- 1802: Arhiducele Francisc Carol al Austriei, tatăl împăratului Franz Joseph al Austriei (d. 1878)
- 1827: Alexandru Wassilko de Serecki, căpitan (mareșal) al Ducatului Bucovinei și membru al Camerei Superioare al Imperiului Austriac (d. 1893)

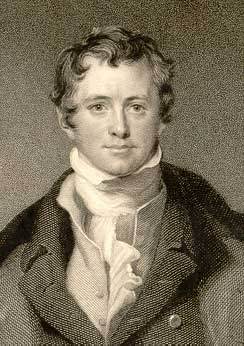
Humphry Davy, chimist britanic
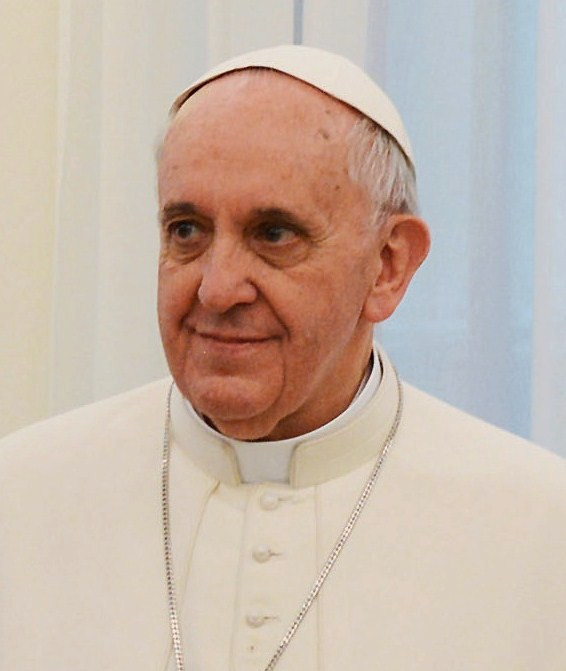
Papa Francisc
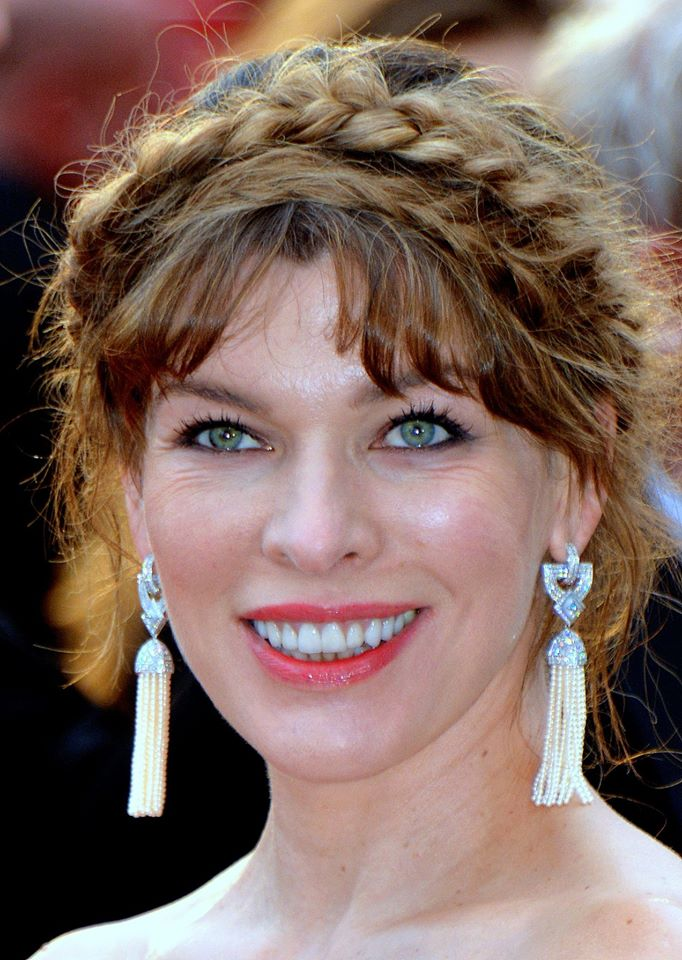
Milla Jovovich, model, actriță americană

- 1852: Karl Petri, entomolog din Transilvania (d. 1932)
- 1870: Ioan A. Bassarabescu, prozator român, membru al Academiei Române (d. 1952)
- 1887: Hermine Reuss, a doua soție a împăratului Wilhelm al II-lea al Germaniei (d. 1947)
- 1890: Prințul Joachim al Prusiei (d. 1920)
- 1893: Dimitrie Bagdasar, medic român, membru post–mortem al Academiei Române  (d. 1946)
- 1895: Wells Wintemute Coates, arhitect canadian (d. 1958)
- 1919: Es'kia Mphahlele, scriitor sud-african (d. 2008)
- 1919: Tomáš Špidlík, cardinal, specialist în spiritualitate ortodoxă (d. 2010)
- 1925: Jacques Borel, scriitor francez, câștigător al Premiului Goncourt (d. 2002)
- 1925: Horea Popescu, regizor român (d. 2010)
- 1931: Takashi Arima, poet japonez (d. 2022)
- 1936: Papa Francisc (n. Jorge Mario Bergoglio), al 266-lea episcop al Romei și papă al Bisericii Catolice (d. 2025)
- 1940: Nicolae Lupescu, fotbalist român (d. 2017)
- 1949: Sergiu Cipariu, taragotist român (d. 2020)
- 1951: Rozina Cambos, actriță româno-israeliană (d. 2012)
- 1954: Elena Avram, canotoare română
- 1969: Igor Corman, politician din Republica Moldova
- 1975: Milla Jovovich, model american, cântăreață, actriță și designer de modă
- 1977: Arnaud Clément, jucător francez de tenis
- 1980: Ryan Hunter-Reay, pilot american
- 1983: Sébastien Ogier, pilot francez de raliuri
- 1989: André Ayew, fotbalist ghanez
- 1992: Sanda Belgyan, atletă română

## Decese
- 1187: Papa Grigore al VIII-lea (n. cca. 1100)
- 1471: Isabela a Portugaliei, Ducesă de Burgundia (n. 1397)
- 1697: Eleonora Maria Josefa de Austria, regină a Poloniei (n. 1653)
- 1763: Frederic Christian, Elector de Saxonia (n. 1722)
- 1830: Simón Bolívar, unul dintre conducătorii luptei de eliberare a popoarelor din America Latină de sub dominația spaniolă (n. 1783)
- 1847: Arhiducesa Marie Louise a Austriei, a doua soție a lui Napoleon (n. 1791)
- 1860: Désirée Clary, regină a Suediei (n. 1777)
- 1866: Anthelme Trimolet, pictor francez (d. 1798)
- 1906: Ignác Acsády (Ignác Adler), scriitor, publicist și istoric maghiar de origine evreiască (n. 1845)
- 1907: Lord Kelvin, fizician britanic (n. 1824)
- 1909: Leopold al II-lea al Belgiei (n. 1835)

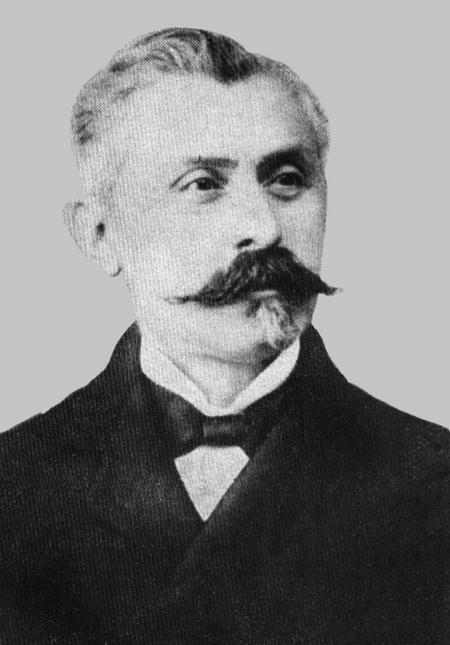
Spiru Haret, matematician, pedagog român
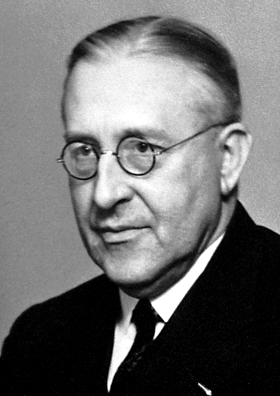
Victor Franz Hess, fizician austriaco-american
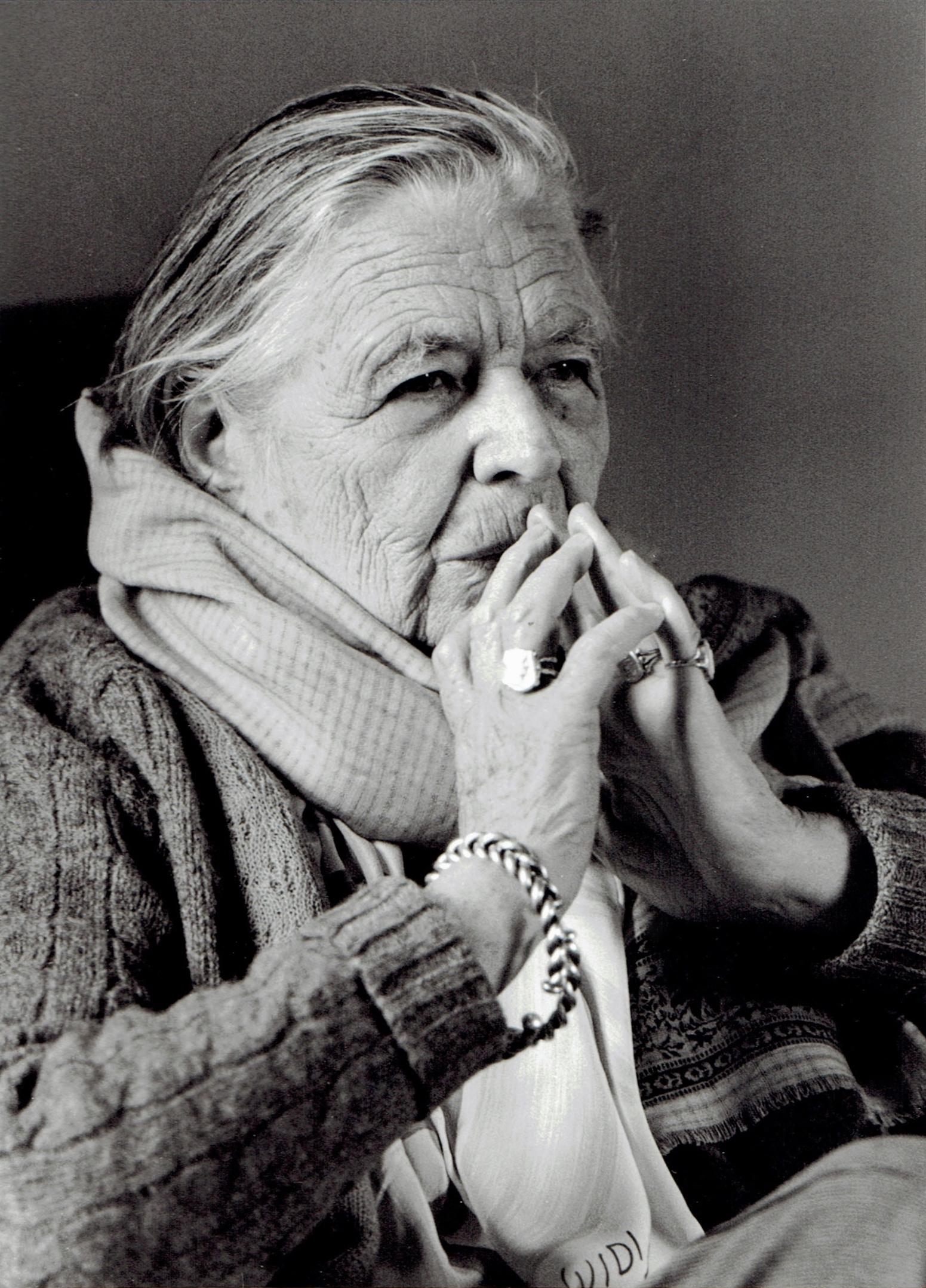
Marguerite Yourcenar, scriitoare franceză

- 1912: Spiru Haret, matematician, astronom, pedagog român de origine armenească, vicepreședinte al Academiei Române (n. 1851)
- 1964: Victor Franz Hess, fizician american de origine austriacă, laureat al Premiului Nobel pentru fizică (1936), (n. 1883)
- 1973: Charles Greeley Abbot, astrofizician american (n. 1872)
- 1987: Marguerite Yourcenar, scriitoare franceză, prima femeie membru al Academiei Franceze (n. 1903)
- 2010: Ciupi Rădulescu, actor român (n. 1930)
- 2011: Cesária Évora, cântăreață din Republica Capului Verde (n. 1941)
- 2011: Kim Jong-il, lider suprem al Coreei de Nord (n. 1941/1942)
- 2018: Penny Marshall, actriță, producătoare și regizoare americană (n. 1943)
- 2018: Anca Pop, cântăreață română (n. 1984)

## Sărbători
- Sf. Prooroc Daniel și Sfinții trei tineri: Anania, Azaria și Misail (calendar creștin-ortodox și greco-catolic)
- Sf. Cristofor de Collesano; Olimpia R. (calendar romano-catolic)